# Caro zio Joe
Caro zio Joe (Greedy) è un film del 1994 diretto da Jonathan Lynn.
La sceneggiatura del film, che ha per protagonisti Michael J. Fox, Kirk Douglas e Nancy Travis, è scritta da Lowell Ganz e Babaloo Mandel e le musiche sono composte da Randy Edelman.

## Trama
Un ricco magnate del riciclaggio di metalli, Joe McTeague, è circondato da un gruppo di parenti avidi che gli ronzano attorno soltanto nella speranza di ereditare i suoi milioni di dollari. Anche il piccolo nipote Danny va nella casa dello zio Joe per ottenere un prestito. All'inizio Danny non vorrebbe nemmeno prendere i soldi, ma ben presto si rende conto che è meglio che li prenda lui, prima di farli finire nelle tasche dei suoi avidi parenti o della bella infermiera dello zio Joe, Molly.
Con il tempo, Danny entra nelle antipatie dei parenti in quanto è sempre stato il nipote preferito da Joe, e questo infatti sembra voler lasciare la sua fortuna a lui, cosa che anche Molly vuole.
Joe parte per un viaggio d'affari a Washington con la compagna e Danny li segue per tenerli d'occhio. Quella sera zio e nipote hanno un confronto e Joe sembra capire che Danny, al contrario dei suoi cugini, gli vuole bene veramente.
Il nipote decide di trasferirsi dallo zio per badare a lui, non notando però che l'interesse verso il ricco patrimonio continua ad esserci. Un giorno la sua ragazza lo va a trovare nella villa, e durante una discussione Danny annuncia che vuole tenere per sé il patrimonio, in quanto non vuole che i parenti se ne approprino e che mandino Joe in uno ospizio; questi però stavano origliando da dietro la porta e fra di loro parte una lite a cui si aggiunge Molly, accusando Daniel di essere avido.
Molly vuole far sì che Joe lasci tutto a lei, anche a costo di portarselo a letto, cosa che effettivamente fa, se non fosse che il padre di Danny arriva a fare visita al vecchio; fra lui e il figlio parte una lite in cui Dan ammette che avrebbe sempre preferito lo zio.
Quella notte Danny confida alla fidanzata che l'uomo era in realtà un attore da lui assunto per apparire bene davanti a Joe, ma per questo la ragazza lo lascia disgustata dal fatto che a lui interessino solo i soldi.
Al momento della spartizione dei beni Joe davanti agli avvocati vuole lasciare tutto al nipote, se non fosse che i cugini fanno irruzione nella sala con il vero padre di Danny, deluso ma allo stesso tempo comprensivo della sua situazione.
Ormai con tutti i parenti presenti Joe cede e decide di spartire tutto fra di loro, se non fosse che in realtà è da un anno in passivo in quanto ha perso tutto. Questo causa l'ira dei cugini che si scannano a vicenda; l'unico a rimanere è Danny, arrabbiato e deluso per essere stato raggirato dallo zio, il quale voleva solo sapere chi veramente gli volesse bene.
Danny va a parlare con la ragazza, con la quale si riappacifica; poco dopo i due decidono di sposarsi e di prendere Joe con loro, ormai completamente al verde.
In casa però il vecchio non è contento poiché rivuole la sua vita da milionario; il nipote lo guarda e gli spiega che tutte le sue proprietà e i suoi soldi gli sono stati tolti.
Joe invita i due a guardare fuori dalla finestra, dove per l'appunto stavano Molly e il maggiordomo dello zio, infatti Joe ha finto tutto: è ancora milionario e gli avvocati erano a sua volta attori, addirittura il fatto che lui fosse obbligato sulla sedia a rotella era falso, tutto per vedere chi veramente avrebbe rinunciato ai soldi per amore suo; oltre a ciò, offre a Danny e alla fidanzata di vivere con lui nella sua villa mettendo a loro disposizione tutte le sue ricchezze e i due, con un'iniziale esitazione, accettano.